# Turespaña
El Instituto de Turismo de España, conocido como TURESPAÑA, es un organismo público español, adscrito al Ministerio de Industria y Turismo a través de la Secretaría de Estado de Turismo, encargado de la promoción en el exterior de España como destino turístico y lo hace mediante el marketing y el impulso de la estrategia turística española, la cual coordina y lidera.

## Historia
El Instituto de Turismo de España se crea mediante la Ley 50/1984, de 30 de diciembre, de Presupuestos Generales del Estado para 1985. Bajo el nombre de Instituto Nacional de Promoción del Turismo (INPROTUR), este nuevo organismo asumió las funciones de promoción del turismo español, así como, las del Instituto Español de Turismo y Exposiciones, Congresos y Convenciones de España. Se adscribió al Ministerio de Transportes, Turismo y Comunicaciones. Bajo la habilitación de esta ley, el organismo se constituyó en julio de 1985.
Años más tarde, en 1988, el organismo pasó a denominarse Instituto de Promoción del Turismo de España (TURESPAÑA) y al poco tiempo, mediante la Ley 4/1990, de 29 de junio, de Presupuestos Generales del Estado para 1990, volvió a sufrir otro cambio de nombre, adquiriendo su actual denominación, Instituto de Turismo de España (TURESPAÑA).

## Funciones
- Planificación, desarrollo y ejecución de actuaciones para la promoción de España como destino turístico en los mercados internacionales.
- Apoyo a la comercialización de productos turísticos españoles en el exterior. Para ello colabora con comunidades autónomas, entidades locales y sector privado.
- Fijación de la estrategia y planificación de la actuación de Paradores de Turismo de España y la inversión en nuevos Paradores.[7]

## Personal
Para lograr con eficacia estos objetivos, entre otros, en Turespaña se desarrollan actividades en el exterior a través de una red de 33 Oficinas Españolas de Turismo, que dependen de las Embajadas y Consulados de España. Para ello, disponen de los siguientes recursos humanos y financieros: 
Una dotación de personal es de 485 efectivos, distribuidos del siguiente modo: 
- 211 en servicios centrales.
- 212 en la red de Oficinas Españolas de Turismo en el Exterior.
- 1 en el Palacio de Congresos (clausurado temporalmente) del Paseo de la Castellana, 99, en Madrid

De todos ellos, 308 son personal laboral contratados y 177 son funcionarios. 
El presupuesto de esta entidad para 2009 asciende a 224,7 millones de euros, de los cuales 83,4 se destinan a la inversión directa en campañas y actividades de promoción turística internacional.

## Lista de directores
- Miguel Ángel Sanz Castedo (2020-presente)
- Héctor José Gómez Hernández (2018-2019)
- Manuel Butler Halter (2016-2018)
- Marta Blanco Quesada (2013-2016)
- Manuel Butler Halter (2012-2013)
- Antonio Bernabé García (2008-2012)
- Félix Larrosa Piqué (2007-2008)
- Amparo Fernández González (2004-2007)
- Carlos Horno Octavio (1996-2000) (*)
- Paloma Notario Bodelón (1994-1996)
- Mariano Zabía Lasala (1991-1994)
- Luis Arranz Carro (1989-1991)
- Julio Rodríguez Aramberri (1987-1989)
- Ignacio Vasallo Tome (1982-1987)